# Lã de angorá

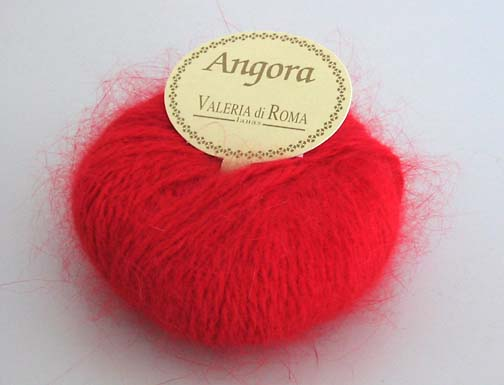
Lã de Angorá, exibindo o seu efeito halo característico

Cabelo ou fibra de angorá refere-se à pelagem felpuda produzida pelo coelho angorá . Embora os nomes dos animais de origem sejam semelhantes, a fibra de angorá é distinta dos mohair , que vêm da cabra de angorá . A fibra de angorá também é distinta da caxemira , proveniente da cabra de caxemira . O angorá é conhecido por sua suavidade, fibras finas e o que as tricoteiras chamam de halo (fluffiness). Também é conhecida por sua textura sedosa. É muito mais quente e mais leve que a lã, devido ao núcleo oco da fibra de angorá. Também fornece a eles sua sensação flutuante característica.
Coelhos angorá produzem casacos em uma variedade de cores, do branco ao marrom, cinza e marrom ao preto. A fibra de angorá de boa qualidade tem cerca de 12 a 16 micrômetros de diâmetro e pode custar até US $ 10 a 16 por onça (35 a 50 centavos de dólar por grama). Ele se sente muito facilmente, mesmo no próprio animal, se não for tratado com freqüência.
Fios de 100% angora são normalmente usados como acentos. Eles têm mais halo e calor, mas podem ser sentidos com muita facilidade por abrasão e umidade e podem ser excessivamente quentes em uma peça de vestuário acabada. A fibra é normalmente misturada com lã para dar elasticidade ao fio, pois a fibra de angorá não é naturalmente elástica. A mistura diminui a suavidade e a auréola, bem como o preço do objeto acabado. Os fios de tricô comerciais costumam usar de 30 a 50% de angorá, para produzir um pouco de halo, calor e suavidade, sem os efeitos colaterais da feltragem excessiva.

## O coelho Angorá

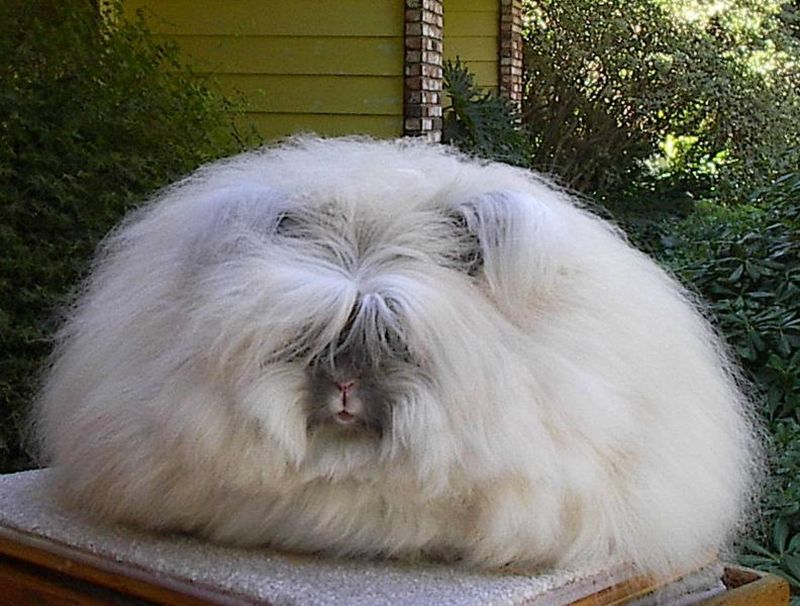
Coelho angorá

Existem quatro tipos diferentes de angorá reconhecidos pelo ARBA : inglês, francês, cetim e gigante. Existem muitas outras raças, uma das mais comuns é o alemão. Cada raça produz qualidade e quantidade diferentes de fibra e possui uma variedade diferente de cores.

## Produção de pele
90% das peles de angorá são produzidas na China, embora a Europa, o Chile e os Estados Unidos também produzam pequenas quantidades. Na China, existem mais de 50 milhões de coelhos Angora, crescendo de 2.500 a 3.000 toneladas por ano.  colheita ocorre até três vezes por ano (aproximadamente a cada 4 meses) e é coletada arrancando ou cortando o pêlo da muda.
A maioria das raças de coelhos Angora muda com seu ciclo de crescimento natural a cada quatro meses. Muitos produtores de fibra arrancam o pêlo dessas raças. Arrancar é, com efeito, arrancar a pele muda. Arrancar garante um mínimo de pêlos de guarda , e o pêlo não é tão emaranhado quando arrancado quanto quando é coletado da gaiola do coelho. No entanto, arrancar um coelho é demorado, então alguns produtores o cortam. Embora isso resulte em um velo de qualidade ligeiramente inferior, à medida que os pêlos de proteção são incluídos, leva menos tempo e resulta em mais velo. Além disso, nem todas as raças de angorá mudam, e se o coelho não muda naturalmente, não pode ser arrancado. As angoras alemãs não mudam.
Os coelhos devem ser arrumados pelo menos uma ou duas vezes por semana para evitar que o pêlo fique emaranhado. Há também o perigo de um coelho ingerir seu próprio pêlo mudado; ao contrário de um gato, um coelho não pode facilmente se livrar do acúmulo. 

### Crueldade animal
Em 2013, vários varejistas de roupas suspenderam o fornecimento de produtos que continham lã de angorá, depois que surgiram evidências em vídeo de coelhos vivos com as patas amarradas sendo arrancadas em bruto em fazendas de peles chinesas. Os principais varejistas que baniram produtos angorá em resposta a preocupações com o bem-estar incluem Hugo Boss , Gap Inc. , Calvin Klein , Tommy Hilfiger , H&M e Esprit . 
Em setembro de 2016, a instituição de caridade francesa One Voice divulgou imagens perturbadoras de seis fazendas de coelho angorá em toda a França. Os vídeos mostram os animais presos com as patas dianteiras e traseiras afastadas, enquanto os trabalhadores arrancam e arrancam o pêlo da pele. No vídeo, os coelhos gritam e choram de dor quando o pelo é arrancado, deixando-os completamente nus, exceto por suas cabeças. 

## Qualidade da lã
A lã premium de primeira qualidade é retirada da parte traseira e superior do coelho. Geralmente, essa é a fibra mais longa e limpa do coelho. Não deve haver feno ou matéria vegetal na fibra. A segunda qualidade é do pescoço e dos lados inferiores, e pode ter alguma matéria vegetal. Terceira qualidade são as nádegas e pernas e quaisquer outras áreas que facilmente sentiram e são de menor comprimento. A quarta qualidade é totalmente inabalável e consiste nos pedaços maiores de feltro ou fibra manchada. A terceira e a quarta qualidade são perfeitas para o corte de aves para revestir seus ninhos. Com a escovação diária, a feltragem da fibra pode ser evitada, aumentando a porção utilizável da fibra.

## Usos
A lã angorá é comumente usada em roupas como blusas e roupas, fios de tricô e feltragem .